# Вірне
Ві́рне — село в Україні, у Тишківській сільській громаді Новоукраїнського району Кіровоградської області. Населення становить 23 осіб.

## Населення
Згідно з переписом УРСР 1989 року чисельність наявного населення села становила 28 осіб, з яких 9 чоловіків та 19 жінок.
За переписом населення України 2001 року в селі мешкали 23 особи.

### Мова
Розподіл населення за рідною мовою за даними перепису 2001 року:
| Мова       | Відсоток |
| ---------- | -------- |
| українська | 86,96 %  |
| молдовська | 13,04 %  |